# ليونيل نافاريتي
ليونيل نافاريتي (بالإسبانية: Leonel Navarrete)‏ هو لاعب كرة قدم مكسيكي في مركز الهجوم، ولد في 23 يوليو 1996. لعب مع نادي أمريكا.